# Мур, Джон (антрополог)
Джон Хартвелл Мур (англ. John Hartwell Moore; 27 февраля 1939 — 10 августа 2016) — профессор антропологии Флоридского университета в Гейнсвилле. 

## Биография
Его исследования включают в себя изучение этнологию индейцев Северной Америки, родство, демографию и социокультурную эволюцию. Поле его научной деятельности включало исследования шайеннов, Mvskoke Creek, семинолов, чокто, кри и pamunkey. Его последняя работа является демографическим исследованием возможностей колонизации космоса и опубликована НАСА в книге «Interstellar Travel and Multi-Generational Space Ships». Он был показан в эпизоде «Spacemen» телесериала «Naked Science» телеканалом National Geographic Channel. Работал консультантом и экспертом по группам коренных американцев, стремящихся защищать свою землю, ресурсы и оговоренные права, особенно в случаях с нападениями убийствами, где фигурировали потомки индейских племён, как это было в инциденте Sand Creek massacre в Колорадо в 1864 году. Он интересовался взаимодействием между биологическим и культурным аспектами «расы» и был главным редактором выпуска 2007 года энциклопедии Макмиллана о расах и расизме. Являлся членом Американской ассоциации содействия развитию науки и был в ней председателем секции антропологии.
Последние годы жил в Гейнсвилле, Флорида со своей женой, Ширли Арлен. У них есть две дочери.